# Obelisco a los Niños Héroes
El Obelisco a los Niños Héroes o Monumento de Chapultepec es un monumento hecho por Ramón Rodríguez Arangoiti en 1880 con el fin de conmemorar a los Niños Héroes y a los militares caídos en la Batalla de Chapultepec. Se ubica en las faldas del Cerro de Chapultepec en la avenida Santiago Xicoténcatl de su primera sección.

## Historia
El obelisco fue construido entre 1880 y 1881, siendo Sóstenes Rocha director del Colegio Militar, quien gestionó ante el entonces presidente Manuel González los fondos para construirlo. El proyecto fue encargado al arquitecto Ramón Rodríguez Arangoiti, quien al momento de la Batalla de Chapultepec era cadete del Colegio Militar. Arangoiti era familiar a las obras realizadas en el entorno del bosque al ser el responsable del paisajismo en torno al Paseo del Emperador —hoy Paseo de la Reforma— así como las obras de remodelación del Alcázar del Castillo de Chapultepec. El monumento fue inaugurado el 13 de septiembre de 1882 por Manuel González.

## Descripción
El monumento tiene una forma de obelisco, mismo que en las cuatro caras trapezoidales iguales tiene inscripciones de los nombres de los cadetes que participaron en la defensa del Castillo de Chapultepec, flanqueados por una hojas de laurel inscrita en la piedra así como una estrella de cinco puntas. El remate del obelisco no tiene el clásico remate en piramidion sino en una piedra de forma poligonal en donde está tallado el escudo nacional mexicano orlado con detalles florales.

### Inscripciones del frente
TENIENTE
JUAN DE LA BARRERA
—
ALUMNOS
—
AGUSTÍN MELGAR
FRANCISCO MÁRQUEZ
VICENTE SUÁREZ
FERNANDO MONTESDEOCA
JUAN ESCUTIA
En la base del primer cuerpo dice:
CHAPULTEPEC
Y en el siguiente cuerpo dice:
13 DE SETIEMBRE DE 1847
Finalizando con la leyenda:
A LA MEMORIA 
DE LOS ALUMNOS DEL COLEGIO MILITAR
QUE MURIERON COMO HEROES
EN LA INVASIÓN NORTE AMERICANA
El monumento está circundado por un murete con herrería que remata en cuatro columnas de mármol en sus cuatro costados. El acceso es por medio de una puerta que tiene dos medallones con escudos nacionales. A sus costados dos columnillas estriadas tienen remates dorados como antorchas.